# Spinaria australiensis
Spinaria australiensis är en stekelart som beskrevs av Van Achterberg 2007. Spinaria australiensis ingår i släktet Spinaria och familjen bracksteklar. Inga underarter finns listade i Catalogue of Life.